# Microdon stramineus
Microdon stramineus är en tvåvingeart som beskrevs av Hull 1943. Microdon stramineus ingår i släktet myrblomflugor, och familjen blomflugor. Inga underarter finns listade i Catalogue of Life.